# Рокко и его братья
«Рокко и его братья» (итал. Rocco e i suoi fratelli) — художественный фильм режиссёра Лукино Висконти, вышедший на экраны в 1960 году. Сюжет фильма вдохновлён эпизодом из романа Джованни Тестори Il ponte della Ghisolfa.

## Сюжет
Фильм начинается с приезда семьи Паронди (вдова Розария с сыновьями Симоне, Рокко, Чиро и Лукой) на вечернем поезде в Милан c Юга. Старший сын Розарии Винченцо живёт в семье своей невесты Джинетты в Ламбрате (миланский квартал) и работает на стройке. Семья едет в Ламбрате на трамвае. В то же время показывают Винченцо в доме Джинетты, у них мероприятие. Звонок в дверь: на пороге появляется Розария с детьми, которые обнимаются с Винченцо. Их приглашают к столу, но тут возникает неприятность. Розария упрекает Винченцо, что тот не носит траур по отцу и собирается жениться на Джинетте. Это вызывает недовольство матери Джинетты и после разразившегося скандала Розария вместе с детьми, в том числе с Винченцо, уходят из дома. В Милане у них никого нет и Винченцо расселяет своих родственников по квартирам знакомых, а сам идёт ночевать на стройку. Сторож рекомендует ему снять квартиру и платить за неё только первые два месяца, а потом перестать, со временем, за неуплату, их поселят в квартиры для должников. Паронди так и делают.
Винченцо ходит на тренировки по боксу, и Симоне с Рокко тоже начинают ходить. Но Рокко это быстро надоедает, и, в итоге, ходят только Винченцо и Симоне. Симоне, несмотря на то, что он младше Винченцо, физически его сильнее и начинает прогрессировать в боксе. Его переманивает к себе Чекки из боксёрского клуба «Aurora Milano» и там становится сильнейшим боксёром. Он начинает биться за деньги, постоянно выигрывая. В том же доме, где живут Паронди, живёт и Надя, ведущая распутный образ жизни. Однажды она убегает из дому после ссоры с отцом и просит приюта у семьи Паронди. Ей дают одежду, но она сбегает через форточку в ванной. В дальнейшем она будет встречаться с Симоне, который любит женщин и выпивку, хотя тренер Чекки запрещает ему это.
Рокко Паронди работает в химчистке, он добросовестный работник. К нему приходит Симоне, где его обслуживают. Переодеваясь, он незаметно похищает чужую рубашку и просит брата одолжить ему денег. Хозяйка химчистки даёт их Симоне, высчитывая долг с зарплаты Рокко. Работники химчистки подозревают в воровстве рубашки Рокко, однако Симоне сам приносит её в химчистку и, соблазняя хозяйку, снимает у неё с груди дорогую брошку. Эту брошку он преподносит в подарок Наде, но та возвращает украшение через Рокко.
Тем временем Рокко забирают в армию. Семья живёт только на его жалованье, ведь Винченцо женился на Джинетте и живёт отдельно, а Симоне кутит, Чиро ходит в вечернюю школу, а Лука развозит продукты. Рокко служит в другом городе и на улице его узнаёт Надя, вышедшая из тюрьмы. Между ними впоследствии возникнет любовь. Рокко демобилизуется и возвращается домой, но дома только мать, его братья поехали к Винченцо, у них с Джинеттой рождается сын и Рокко тоже едет поздравлять. Рокко пытается научить Надю жить заново, бросив развратный образ жизни. Надя ходит на курсы машинисток и больше не занимается проституцией. Она влюблена в Рокко и, кажется, исправилась, но идиллию рушит Симоне. Он узнаёт, что Надя встречается с его братом Рокко. Симоне с дружками находит их. Братья начинают выяснять отношения и дерутся, однако Симоне сильнее Рокко, он насилует Надю, пока Рокко держат дружки. Надя после этого убегает, а Рокко рыдает. У него не возникает ненависти к брату, ему его жалко, но Симоне вновь затевает драку. И на этот раз Рокко оказывается слабее. Еле живой он приходит к Винченцо домой и теряет там сознание. С тех пор он живёт у брата. Рокко просит Надю вернуться к Симоне, но Надя любит Рокко, однако он отвергает её ради брата. Они разрывают отношения и Надя возвращается к Симоне и к прежнему образу жизни. Пьянство ставит крест на спортивной карьере Симоне, он проигрывает бои, Чекки от него отказывается, но он заинтересован в Рокко, который вновь начинает заниматься боксом, и, в отличие от Симоне, он целеустремлён, дисциплинирован и ведёт здоровый образ жизни. Вскоре его труд приносит плоды, он зарабатывает хорошие деньги в коммерческих боях и, выступая за сборную Италии, побеждает в финале чемпионата (мира или Европы — точно неизвестно) противника из Швеции и становится знаменитым. Симоне скатывается всё ниже, над ним уже издеваются его друзья. Надя ненавидит Симоне за искалеченную жизнь и, в конце концов, уходит от него. Симоне тоже покидает дом. Он постоянно клянчит деньги у Рокко и тот даёт. Это не нравится четвёртому брату — Чиро — он презирает Симоне, но мать и Рокко продолжают любить того. Симоне назначает встречу с Надей, пытаясь вернуть ту, но поняв, что это бесполезно, от отчаяния убивает её.
Семья Паронди собралась вместе за праздничным столом, чтобы отметить победы Рокко. Веселятся даже соседи. Посреди торжества приходит Симоне. Одна мать рада его приходу, он для неё всегда остаётся сыном, хоть и непутёвым. Но Симоне уже безразлична семья. Победы Рокко его раздражают. Он просит у Рокко очередных денег и тот не против их дать, но Чиро противится этому. Чиро больше всех любил Симоне в своё время и больше всех в нём сейчас разочаровался. Мать даёт пощёчину Чиро — деревенской женщине с крепкими семейными узами не понять Чиро — ведь он же брат Симоне, — почему же он так относится к нему? Чиро, получив пощёчину, убегает из дома. Рокко и Лука пытаются его догнать, но Чиро не хочет возвращаться. Он доносит на Симоне в полицию, того арестовывают, но Чиро не возвращается домой.
Спустя некоторое время маленький Лука приходит к Чиро и зовёт его домой на ужин. Он рассказывает, что у Винченцо уже второй ребёнок, а Рокко ездит на соревнования. Чиро — работник автозавода «Alfa Romeo», он на хорошем счету, стал похож на коренного миланца и возвращаться в деревню не собирается, в отличие от Рокко. Рокко так и не полюбил этот город. Его тянет на землю — родину отцов. Он мечтает когда-нибудь вернуться в родные края. Чиро называет Симоне «ублюдком» и не понимает, в кого тот пошёл, ведь у них в семье здоровые корни. Рокко объясняет это влиянием окружающей среды — такого большого города, как Милан, в котором много возможностей для реализации себя, но в то же время много и соблазнов. Милан испортил Симоне, оставил равнодушным Рокко, только Чиро реализовался в Милане. Фильм заканчивается в момент, когда работники автозавода, где работает Чиро, возвращаются с перерыва и Лука бежит по улице домой.

## В ролях
- Ален Делон — Рокко Паронди
- Ренато Сальватори — Симоне Паронди
- Анни Жирардо — Надя
- Катина Паксино — Розария Паронди
- Спирос Фокас — Винченцо Паронди
- Макс Картье — Чиро Паронди
- Клаудия Кардинале — Джинетта, жена Винченцо
- Алессандра Панаро — Франка, невеста Чиро
- Клаудия Мори — работница химчистки
- Паоло Стоппа — Черри, тренер по боксу
- Роже Анен — Морини
- Рокко Видолацци — Лука Паронди
- Сюзи Делер — Луиза

## Создание фильма и его художественные особенности
Хотя сюжет фильма не основан ни на одном конкретном литературном первоисточнике, исследователи творчества Висконти отмечали связь с такими произведениями, как роман «Идиот» Фёдора Достоевского («святой» Рокко является аналогом князя Мышкина, а его брат Симоне — Рогожина), миланские истории Джованни Тестори (в особенности Il ponte della Ghisolfa) и роман Томаса Манна «Иосиф и его братья». Большинство итальянских критиков объявили ленту лучшим образцом критического реализма (в духе теории Дьёрдя Лукача). Сам Висконти связывал картину с идеями Верги и Грамши и по сути считал её продолжением своего раннего фильма «Земля дрожит»: здесь жители сельского Юга были перенесены в непривычную для них атмосферу промышленного Севера, что дало режиссёру возможность изучить сложные социальные проблемы и взаимосвязи. Каждый член семьи Паронди по-своему реагирует на ситуацию, в которой они оказались, что создаёт сложную и противоречивую структуру (аналогичная попытка нарисовать столь широкую картину социальной жизни позже будет предпринята в фильме «Двадцатый век» Бернардо Бертолуччи, большого поклонника Висконти). Финальная речь Чиро, одного из братьев, в некоторой степени раскрывает выводы, которые режиссёр сделал из этого исследования.
«Рокко и его братья» был первым фильмом Висконти, который имел значительный коммерческий успех в Италии, хотя он и столкнулся с определёнными проблемами с цензурой. Перед выходом в широкий итальянский прокат из ленты был удалён ряд сцен (в целом она была урезана на 45 минут), а позже отказывались демонстрировать её в Милане.

## Награды и номинации
- 1960 — специальный приз и приз ФИПРЕССИ на Венецианском кинофестивале (оба — Лукино Висконти).
- 1961 — премия «Давид ди Донателло» за лучшее продюсирование (Гоффредо Ломбардо).
- 1961 — три премии «Серебряная лента» Итальянского национального синдиката киножурналистов: лучший режиссёр (Лукино Висконти), лучший сценарий (Сузо Чекки д'Амико, Паскуале Феста Кампаниле, Энрике Медиоли, Лукино Висконти), лучшая операторская работа (Джузеппе Ротунно).
- 1962 — две номинации на премию BAFTA: лучший фильм и лучшая зарубежная актриса (Анни Жирардо).
- 1962 — премия «Бодил» за лучший европейский фильм (Лукино Висконти).